# Hideaki Mori
Hideaki Mori (森 秀昭?, Mori Hideaki; Prefettura di Nagasaki, 16 ottobre 1973) è un ex calciatore giapponese, di ruolo difensore.